# 猛犸中心
猛犸中心（西班牙語：Central de Mamuts）是墨西哥墨西哥州的古生物学遗址，位于圣塔卢西亚机场附近。该地发现过200余头哥伦比亚猛犸象、25匹骆驼和5匹马的遗骨。这一遗址是目前世界上最大的猛犸古生物遗址。猛犸中心还出土了若干人类工具、打磨的骨器，表明人类曾在此地设陷阱猎杀大型哺乳动物。目前，发掘工作仍在继续，预计在2022年机场竣工时完成。